# مديرية مكافحة التجسس العسكري
مديرية مكافحة التجسس العسكري (Dirección de Contra-Inteligencia Militar) هي إدارة المخابرات العسكرية التابعة لوزارة القوات المسلحة الثورية (MINFAR) في كوبا. وهي لا توفر سوى المعلومات الاستخبارية العسكرية للقوات المسلحة الثورية الكوبية، على عكس نظيرتها غير العسكرية، Dirección de Inteligencia.

## روابط خارجية
- GlobalSecurity.org